# Дружинин, Алексей Александрович
Алексе́й Алекса́ндрович Дружи́нин (род. 24 февраля 1973, Москва) — российский государственный деятель, руководитель Федерального агентства железнодорожного транспорта (28 января 2022 — 30 августа 2024).

## Биография
Родился 24 февраля 1973 года в Москве.
В 1996 году окончил Московскую государственную юридическую академию по специальности «юриспруденция».

## Карьера
Работал ведущим инспектором контрольно-ревизионного отдела Западного таможенного управления Государственного таможенного комитета РФ.
В 1999—2002 годах занимал должность главного юрисконсульта Центра фирменного транспортного обслуживания при Министерстве путей сообщения (МПС) РФ.
С 2002 по 2003 год работал в той же организации начальником отдела нормативно-правовой работы и международных соглашений.
В 2003 году стал заместителем начальника юридического управления, начальник правового управления МПС РФ.
В 2004 году был назначен начальником юридического управления МПС РФ (министерство упразднено в марте 2004 года).
В 2004—2005 годах руководил правовым управлением Федерального агентства железнодорожного транспорта.
С 2005 по 2006 год работал заместителем директора департамента правового обеспечения и законопроектной деятельности Министерства транспорта РФ.
В 2006—2008 годах был заместителем директора департамента государственной политики в области железнодорожного транспорта Министерства транспорта РФ.
С марта 2008 года по июль 2014 года возглавлял департамент правового обеспечения и законопроектной деятельности Минтранса РФ.
В декабре 2014 года был назначен заместителем исполнительного директора Союза операторов железнодорожного транспорта (некоммерческая организация, защищающая интересы компаний — операторов подвижного состава). С июня 2015 года занимал должность исполнительного директора Союза участников рынка услуг операторов железнодорожного подвижного состава.
28 января 2022 года распоряжением премьер-министра РФ Михаила Мишустина назначен руководителем Федерального агентства железнодорожного транспорта. Его предшественником во главе ведомства до декабря 2021 года был Игорь Коваль. Затем пост врио руководителя занимал заместитель руководителя агентства Александр Иванов.
30 августа 2024 года распоряжением премьер-министра РФ Михаила Мишустина освобождён от должности руководителя Федерального агентства железнодорожного транспорта по собственной просьбе. На его место был назначен Александр Геннадьевич Сахаров.

## Классный чин
Действительный государственный советник РФ II класса (2009).

## Награды
- Медаль «За развитие железных дорог» (2007)
- Нагрудный знак «Почётный железнодорожник» и другие ведомственные награды.